# Patriz Ilg
Patriz Ilg, född 5 december 1957, är en västtysk före detta friidrottare (hinderlöpare). 
Ilgs storhetstid inträffade under slutet av 1970-talet och början av 1980-talet. Han vann både EM 1982 och VM 1983. Dessutom blev han tvåa vid EM 1978 och 1986.